# Vanja Milinković-Savić
Vanja Milinković-Savić (szerbül: Вања  Милинковић-Савић; Ourense, Spanyolország, 1997. február 20. –) szerb labdarúgó, az olasz SSC Napoli játékosa kölcsönben a Torino csapatától. Édesapja, Nikola Milinković és bátyja, Sergej Milinković-Savić szintén labdarúgók.
A szerb korosztályos válogatottak színeiben részt vett a 2014-es U19-es labdarúgó-Európa-bajnokságon és a 2015-ös U20-as labdarúgó-világbajnokságon, utóbbin aranyérmet nyertek.

## Statisztika

### Klubcsapatokban
| Klub                        | Idény            | Bajnokság | Bajnokság | Kupa     | Kupa  | Nemzetközi | Nemzetközi | Összes   | Összes |
| Klub                        | Idény            | Mérkőzés  | Gólok     | Mérkőzés | Gólok | Mérkőzés   | Gólok      | Mérkőzés | Gólok  |
| --------------------------- | ---------------- | --------- | --------- | -------- | ----- | ---------- | ---------- | -------- | ------ |
| Manchester United           | 2014–2015        | 0         | 0         | 0        | 0     | 0          | 0          | 0        | 0      |
| Manchester United           | 2015–2016        | 0         | 0         | 0        | 0     | 0          | 0          | 0        | 0      |
| Manchester United           | Összes           | 0         | 0         | 0        | 0     | 0          | 0          | 0        | 0      |
| Vojvodina (kölcsönben)      | 2014–2015        | 17        | 0         | 2        | 0     | 0          | 0          | 19       | 0      |
| Lechia Gdańsk               | 2015–2016        | 11        | 0         | 0        | 0     | 0          | 0          | 11       | 0      |
| Lechia Gdańsk               | 2016–2017        | 18        | 0         | 0        | 0     | 0          | 0          | 18       | 0      |
| Lechia Gdańsk               | Összes           | 29        | 0         | 0        | 0     | 0          | 0          | 29       | 0      |
| Torino                      | 2017–2018        | 1         | 0         | 3        | 0     | –          | –          | 4        | 0      |
| Torino                      | 2020–2021        | 5         | 0         | 3        | 0     | –          | –          | 8        | 0      |
| Torino                      | 2021–2022        | 27        | 0         | 1        | 0     | –          | –          | 28       | 0      |
| Torino                      | 2022–2023        | 38        | 0         | 4        | 0     | –          | –          | 42       | 0      |
| Torino                      | 2023–2024        | 36        | 0         | 1        | 0     | –          | –          | 37       | 0      |
| Torino                      | 2024–2025        | 30        | 0         | 2        | 0     | –          | –          | 32       | 0      |
| Torino                      | Összes           | 137       | 0         | 14       | 0     | –          | –          | 151      | 0      |
| SPAL (kölcsönben)           | 2018–2019        | 2         | 0         | 1        | 0     | –          | –          | 3        | 0      |
| Ascoli (kölcsönben)         | 2018–2019        | 8         | 0         | 0        | 0     | –          | –          | 8        | 0      |
| Standard Liège (kölcsönben) | 2019–2020        | 0         | 0         | 0        | 0     | 3          | 0          | 3        | 0      |
| Karrier összesen            | Karrier összesen | 193       | 0         | 16       | 0     | 3          | 0          | 213      | 0      |

### A szerb válogatottban
| Válogatott | Év       | Pályára lépés | Gól |
| ---------- | -------- | ------------- | --- |
| Szerbia    | 2021     | 1             | 0   |
| Szerbia    | 2022     | 9             | 0   |
| Szerbia    | 2023     | 8             | 0   |
| Szerbia    | 2024     | 1             | 0   |
| Összesen   | Összesen | 19            | 0   |

## Fordítás
Ez a szócikk részben vagy egészben  a   Vanja Milinković-Savić című angol Wikipédia-szócikk fordításán alapul.  Az eredeti cikk szerkesztőit annak laptörténete sorolja fel. Ez a jelzés csupán a megfogalmazás eredetét és a szerzői jogokat jelzi, nem szolgál a cikkben szereplő információk forrásmegjelöléseként.